# Лашет, Армин
А́рмин Ла́шет (нем. Armin Laschet; род. 18 февраля 1961 года, Ахен, ФРГ) — немецкий политик. Председатель партии Христианско-демократический союз с 22 января 2021 года по 31 января 2022 года, премьер-министр земли Северный Рейн-Вестфалия (2017—2021).

## Биография
Родился в католической семье из среднего класса, рос с тремя братьями. Отец был сначала шахтёром, после переподготовки работал директором начальной школы.
В 18-летнем возрасте Армин Лашет вступил в ХДС. В 1981 году окончил школу в своём родном городе Ахен и начал изучать право в университетах Мюнхена и Бонна. В 1986 году также начал журналистскую деятельность — в частности, работал боннским корреспондентом новостной редакции баварского телевидения Bayerisches Fernsehen. В 1987 году Лашет сдал первый государственный юридический экзамен. Четыре года спустя он стал главным редактором газеты KirchenZeitung Aachen, с 1995 по 1999 год руководил издательством Einhard-Verlag.

### Политическая карьера
В 1988—1993 годах являлся научным советником президента бундестага Риты Зюссмут.

В 1989—2004 годах состоял в городском совете Ахена, в 1991 году стал заместителем председателя ахенской организации ХДС.
С 1994 года по 1998 год — депутат бундестага от первого избирательного округа Ахена.
С 1999 года по 2005 год — депутат Европейского парламента.
В 2001 году возглавил ахенскую организацию ХДС.
С 2005 года по 2010 год — министр поколений, семьи, женщин и интеграции земли Северный Рейн-Вестфалия (в 2010 году также земельный министр федеральных дел, Европы и средств массовой информации).
В 2008 году вошёл в национальное правление ХДС.
С 2010 года — депутат ландтага земли Северный Рейн-Вестфалия.
С 2010 по 2012 год — заместитель председателя земельной организации ХДС в Северном Рейне-Вестфалии, с 2012 года — председатель. С 2013 года — председатель фракции ХДС в ландтаге.
С 5 декабря 2012 года — заместитель председателя ХДС.
В мае 2017 года ХДС одержал историческую победу на земельных выборах в Северном Рейне-Вестфалии, получив 34,5 % голосов против 30,5 % у СДПГ (этот результат стал худшим для социал-демократов за весь период после Второй мировой войны в регионе, где они почти неизменно доминировали). Более того — 12 % получила СвДП, на предыдущих выборах лишившаяся представительства в бундестаге. Вследствие её возвращения на политическую арену стала возможна «чёрно-жёлтая» коалиция консерваторов с экономическими либералами.
27 июня 2017 года Лашет вступил в должность премьер-министра земли Северный Рейн-Вестфалия.
31 октября 2018 года, через два дня после объявления Ангелы Меркель об отказе от борьбы за должность лидера партии на следующих выборах, газета The Straits Times назвала Лашета возможной компромиссной фигурой её преемника в сравнении с «кронпринцессой» Меркель — Аннегрет Крамп-Карренбауэр и «анти-Меркелем» Йенсом Шпаном.
В декабре 2020 года разгорелся скандал, вызванный сообщениями о закупке властями Северного Рейна-Вестафалии в связи с эпидемией COVID-19 медицинских масок на сумму 45,4 млн евро у некоего Ван Лаака, делового партнёра сына Армина Лашета — инфлюенсера в модном бизнесе Иоганна Лашета.

### Во главе ХДС

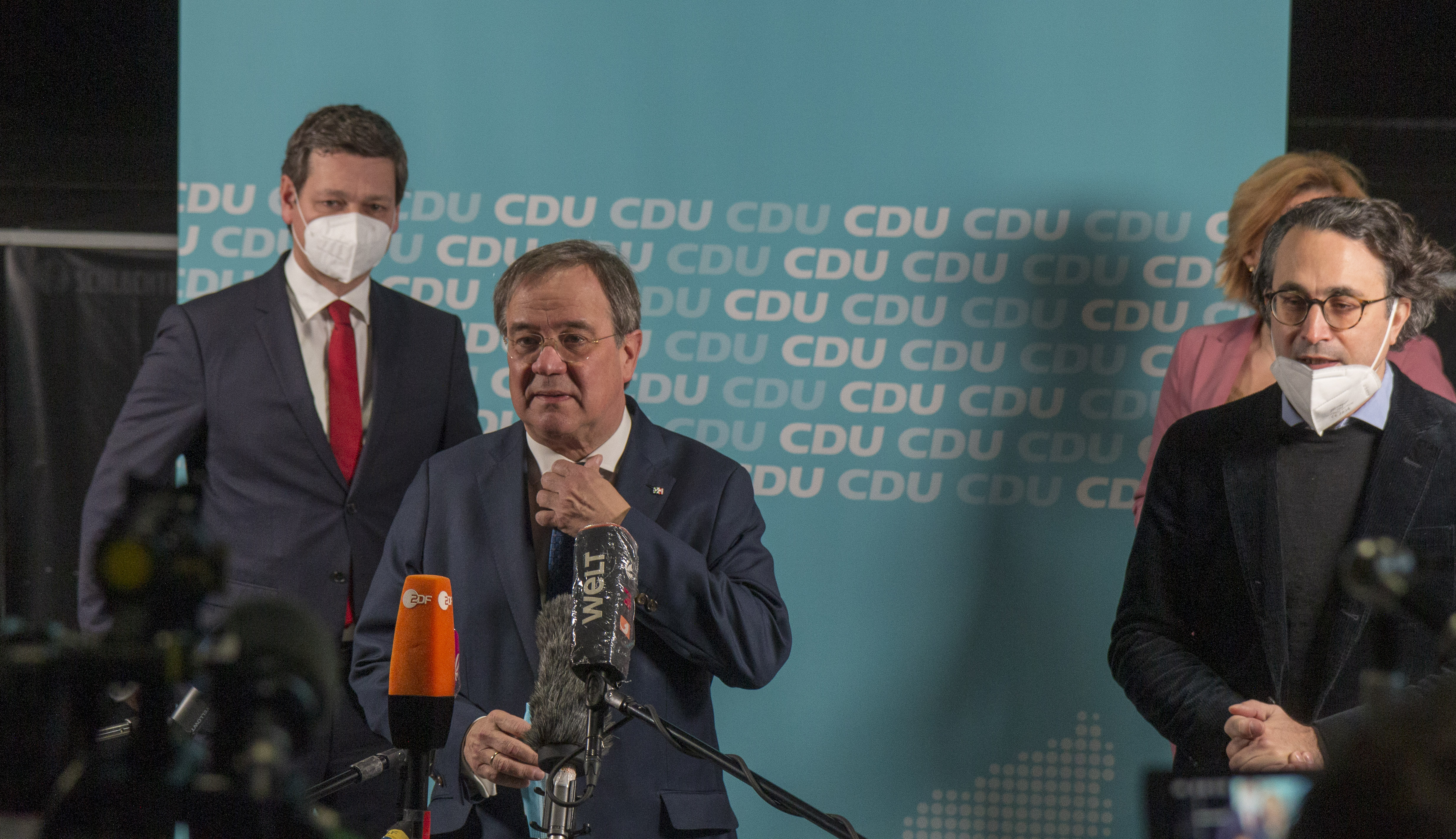
На заседании программного комитета ХДС в Рейнланд-Пфальце (23 января 2021)

16 января 2021 года избран председателем ХДС на новых выборах, организованных после объявления об отставке Крамп-Карренбауэр, получив во втором туре голосования 521 голос против 426, отданных за консерватора Фридриха Мерца (в первом туре третьим участником предвыборной борьбы был Норберт Рёттген). Лашет в феврале 2019 года заключил политический союз с министром здравоохранения Йенсом Шпаном и за несколько дней до выборов лидера партии опубликовал вместе с ним совместную программу под названием «#Impulse2021», в которой они сформулировали видение ХДС как основной народной партии с «чёткими ограничениями справа», но с левым крылом, склонным к защите интересов рабочего класса, и с более консервативным «экономическим» крылом. В числе причин успеха Лашета аналитики называли то обстоятельство, что он единственный из всех кандидатов имел опыт руководства органом исполнительной власти, хотя и на земельном уровне. Выборы лидера ХДС были организованы в ходе «цифрового» съезда партии с удалённым участием 1001 делегата, голосовавших онлайн ввиду эпидемии COVID-19 (8 января в берлинской штаб-квартире ХДС состоялись дебаты с участием троих кандидатов).
В марте 2021 года обнародованы результаты расследования ландтагом скандала с сорванной закупкой 1,25 млн медицинских масок для полицейских, из которых следует, что Иоганн Лашет не получил от Ван Лаака никаких комиссионных за посредничество.
11 апреля 2021 года Лашет официально объявил о вступлении в борьбу с за выдвижение его кандидатуры от ХДС на должность бундесканцлера в случае победы на парламентских выборах в сентябре (его основным соперником стал премьер-министр Баварии, лидер ХСС Маркус Зёдер).
20 апреля 2021 года Правление ХДС повторно поддержало Лашета в качестве кандидата в канцлеры ФРГ. Лашет получил 77,5 % голосов: за него проголосовал 31 член правления, за кандидатуру лидера Христианско-социального союза (ХСС) Маркуса Зёдера высказались девять человек, воздержались шестеро. Парламентские выборы 2021 в ФРГ были назначены 26 сентября. Победившая партия получает право сформировать правительство большинства, а лидер её партийного списка при успешном формировании кабинета министров возглавляет его.
26 мая 2021 года стало известно, что Лашет выставил свою кандидатуру на выборах не в своём прежнем одномандантном первом округе Ахена, как ожидалось, а по земельному списку ХДС, что вызвало непонимание в партии.
27 сентября 2021 года Федеральная избирательная комиссия ФРГ объявила предварительные результаты состоявшихся накануне выборов, согласно которым блок ХДС/ХСС показал худший результат в своей истории — 24,1 %, а победителями стали социал-демократы во главе с Олафом Шольцем (их поддержали 25,7 % избирателей). Благодаря раздробленности бундестага у ХДС остался теоретический шанс возглавить новое правительство при условии формирования «ямайской коалиции» со Свободной демократической партией и «Зелёными».
5 октября 2021 года Лашет объявил о намерении оставаться во главе правительства Северного Рейна-Вестфалии до учредительного заседания нового созыва бундестага 26 октября — закон запрещает занимать обе должности одновременно, и Лашет решил сохранить депутатский мандат.
27 октября 2021 года депутаты ландтага Северного Рейна-Вестфалии проголосовали за утверждение в должности земельного премьер-министра Хендрика Вюста.

## Политические позиции
Армин Лашет выступал за продолжение строительства «Северного потока — 2», но 21 июня 2021 года, участвуя в дискуссии под эгидой Мюнхенской конференции по безопасности о будущем внешней политики Германии заявил, что проект может быть остановлен, если Россия станет использовать его как геополитическое оружие против Украины, а 31 июля 2021 года в интервью польской газете Rzeczpospolita накануне своего визита в Варшаву, приуроченного к годовщине восстания 1944 года, сказал о готовности поддержать карательные меры со стороны Евросоюза против России в случае её агрессивных действий против Украины или в случае оказания экономического давления на Украину. Кроме того, он назвал суверенитет и безопасность Украины одним из приоритетов внешней политики Германии. Решительно осудил отравление и арест Алексея Навального. По словам Лашета, во многих вопросах Россия является противником Германии, но решение ряда международных проблем возможно только с участием Москвы. Заявил, что в отношениях с Россией не стал бы ничего менять в том курсе, который проводила и проводит канцлер Ангела Меркель и Евросоюз.
В 2019 году выступил с речью о необходимости диалога с Россией на российско-германском форуме «Петербургский диалог», который тогда по инициативе Лашета проводился на территории Северного Рейна — Вестфалии, недалеко от Бонна и впервые с 2014 года с участием министров иностранных дел обоих государств.
Несмотря на то, что Лашет позиционирует себя как проевропейский политик, он не раз делал пророссийские заявления, за что часто подвергался критике. В частности, после аннексии Крыма Россией Лашет высказался против «демонизации Путина», назвав критику в его адрес «антипутинским популизмом». Высказывался за сотрудничество с Путиным в борьбе с Исламским государством на территории Сирии, считая исламистский терроризм большей угрозой, чем авторитарный режим президента Асада, не требовал ограничить доступ китайской компании Huawei к расширению европейских сетей связи, хотя делал заявления о системной конкуренции с Китаем. В 2018 году высказывал сомнения в достоверности британских разведданных о причастности российских властей к отравлению Сергея Скрипаля, позднее не требовал жёсткой реакции Запада на отравление Алексея Навального.
Выступает за усиление Европейского союза и повышение доли военных расходов до уровня 2 % от ВВП.
Поддержал идею предоставления Украине европейской перспективы.

## Семья
Лашет имеет бельгийские корни — его дед жил в валлонском городе Ла-Лувьер, но эмигрировал в Германию, избрав местом проживания Ахен.
В 1985 году Армин Лашет женился на Сюзанне Малангре, вместе с которой пел в церковном хоре (её отец — регент хора и видный ахенский предприниматель Хайнц Малангре, дядя — бывший бургомистр Ахена Курт Малангре). У пары два сына и одна дочь.

## Критика
После избрания Лашета лидером ХДС, Анналена Бербок, лидер Партии зелёных раскритиковала его за мягкость в отношении России и отсутствие чёткого представления о внешней политике. Бербок заявила, что её всегда раздражало, что Лашет дружелюбно высказывается о России, и при этом хочет казаться проевропейским политиком. Она также призвала его отказаться от поддержки газопровода «Северный поток — 2», напомнив о том, что проект представляет собой атаку на интересы восточноевропейских соседей Германии с точки зрения безопасности.
Отмечается, что избрание Лашета кандидатом в канцлеры от ХДС/ХСС снизило популярность блока и привело к падению его рейтингов.
В июле 2021 года Северный Рейн-Вестфалия оказался одним из наиболее пострадавших от наводнений регионом Германии с человеческими жертвами, и Лашет вызвал возмущение общественности, когда попал в кадр смеющимся во время выступления посетившего район природной катастрофы президента ФРГ Франка-Вальтера Штайнмайера.

### Комментарии
1. ↑  Несмотря на французское происхождение фамилии, ударение ставится на первый слог[9].